# Municipio de Monroe (condado de Wayne)
El municipio de Monroe (en inglés: Monroe Township) es un municipio ubicado en el condado de Wayne en el estado estadounidense de Iowa. En el año 2010 tenía una población de 252 habitantes y una densidad poblacional de 4,22 personas por km².

## Geografía
El municipio de Monroe se encuentra ubicado en las coordenadas 40°36′42″N 93°9′31″O / 40.61167, -93.15861. Según la Oficina del Censo de los Estados Unidos, el municipio tiene una superficie total de 59.67 km², de la cual 59,47 km² corresponden a tierra firme y (0,34 %) 0,2 km² es agua.

## Demografía
Según el censo de 2010, había 252 personas residiendo en el municipio de Monroe. La densidad de población era de 4,22 hab./km². De los 252 habitantes, el municipio de Monroe estaba compuesto por el 97,62 % blancos, el 0,4 % eran afroamericanos, el 1,59 % eran de otras razas y el 0,4 % eran de una mezcla de razas. Del total de la población el 1,59 % eran hispanos o latinos de cualquier raza.